# Кастиљон Фиорентино
Кастиљон Фиорентино је насеље у Италији у округу Арецо, региону Тоскана.
Према процени из 2011. у насељу је живело 8315 становника. Насеље се налази на надморској висини од 289 м.

## Становништво
Према резултатима пописа становништва 2011. у општини је живело 13.166 становника.
| 1931.  | 1936.  | 1951.  | 1961.  | 1971.  | 1981.  | 1991.  | 2001.  | 2011.  |
| ------ | ------ | ------ | ------ | ------ | ------ | ------ | ------ | ------ |
| 13.967 | 14.830 | 14.766 | 11.899 | 10.845 | 11.212 | 11.410 | 12.031 | 13.166 |

## Познате личности
- Роберто Бенињи

## Партнерски градови
- Шарите на Лоари
- Ронда